# بيل هيل (عالم وراثة)
بيل هيل (بالإنجليزية: William George Hill)‏ هو إحصائي وعالم وراثة بريطاني، ولد في 7 أغسطس 1940.